# Vredeskerk (Veenendaal)
De Vredeskerk is een kerkgebouw en oorlogsmonument in de Nederlandse plaats Veenendaal (provincie Utrecht) uit 1949. De kerk is eigendom van de Hervormde Gemeente in Veenendaal. Iedere zondag zijn er twee erediensten.

## Gebouw
Al in 1939 bestonden er plannen om een kerk te bouwen in Veenendaal Zuid. Echter door de oorlog kon dit niet doorgaan. Na de oorlog werkte men gestaag aan het plan voor een nieuwe kerk aan de Kerkewijk. Toen in 1949 het gebouw gereed was, werd de kerk op 8 april door de kerkvoogdij overgedragen aan de voorzitter van de Veenendaalse kerkenraad, ds. S. C. van Wijngaarden. Als wijkpredikant ontving ds. A. Vroegindeweij de kanselbijbel. Hij wees daarbij op de Bijbeltekst: "De mens zal bij brood alleen niet leven, maar bij alle woord dat door de mond Gods uitgaat".

## Gemeente
De gemeente rondom de Vredeskerk van de Hervormde Gemeente van Veenendaal houdt iedere zondag erediensten in de Vredeskerk. Predikanten van deze gemeente waren in het verleden:
- 1949 - 1964 - Ds. A. Vroegindeweij
- 1965 - 1974 - Ds. T. Langerak
- 1977 - 1989 - Dr. C.A. van der Sluijs
- 1990[1] - 2004[2] - Ds. N.P.J. Kleiberg
- 2006[3] - 2014[4] - Ds. M. Goudriaan
- 2016[5] - 2022[6] - Dr. J.B. ten Hove
- 2024 - Heden - Ds. L. de Wit

De kerkelijke gemeente is gelieerd aan de stroming van de Gereformeerde Bond. De diensten staan in de bevindelijk gereformeerde traditie, waarbij de verkondiging van het Woord centraal staat.

## Orgel
Aanvankelijk bevond zich in deze kerk een in 1949 door C.A. Vlot (Oud-Alblas) geleverd orgel. In 1971 is het vervangen door een door H.J. Vierdag (Enschede) geleverd orgel. Het Vierdag orgel is in 2020 verkocht aan een kerk in [Zbraslavice] (Tsjechië) en vervangen door het orgel uit de Marcuskerk te Utrecht. Dit orgel is in 1961 gebouwd door de firma Gebr. Van Vulpen (Utrecht) voor de gereformeerde Immanuëlkerk te Utrecht. In 1983 plaatst Van Vulpen het over naar de Marcuskerk. In 1990 reinigen zij het orgel en voeren herstelwerkzaamheden uit. Bij de plaatsing in de Vredeskerk is de Nasard 1 1/3 vervangen door een Sesquialter 2 2/3' II discant en is op dezelfde registertrekker als tweede stand een Nasard 2 2/3' registreerbaar.

### Vlot orgel (1949 - 1971)
| Manuaal 1                                                                                          | Manuaal 2                                                                                   | Pedaal                                                             | Koppelingen                                                       |
| -------------------------------------------------------------------------------------------------- | ------------------------------------------------------------------------------------------- | ------------------------------------------------------------------ | ----------------------------------------------------------------- |
| Bourdon 16' Prestant 8' Roerfluit 8' Octaaf 4' Quint 2 2/3' Octaaf 2' Mixtuur 3-4 sterk Trompet 8' | Holpijp 8' Viola di Gamba 8' Vox céleste 8' Roerfluit 4' Violine 4' Gemshoorn 2' Tremulant. | Subbas 16' Zacht Gedekt 16' (tr) Prestantbas 8' (tr) Cello 8' (tr) | Manuaal 1 aan Pedaal Manuaal 2 aan Pedaal Manuaal 2 aan Manuaal 1 |

### Vierdag orgel (1971 - 2020)
| Hoofdwerk                                                       | Bovenwerk                                                                   | Pedaal                      | Koppelingen                                                       |
| --------------------------------------------------------------- | --------------------------------------------------------------------------- | --------------------------- | ----------------------------------------------------------------- |
| Prestant 8' Roerfluit 8' Octaaf 4' Gemshoorn 2' Mixtuur 4 sterk | Holpijp 8' Gedekt 4' Woudfluit 2' Sesquialter 2 sterk Dulciaan 8' Tremulant | Subbas 16' Prestant 8' (tr) | Bovenwerk aan Pedaal Hoofdwerk aan Pedaal Bovenwerk aan Hoofdwerk |

### Van Vulpen orgel (2020 - Heden)
| Hoofdwerk [2] C – f3                                                                                  | Rugwerk [1] C – f3 | Pedaal C – f1                                              | Koppelingen               |
| --- | --- | ---------------------------------------------------------- | ------------------------- |
| Prestant 8’ Roerfluit 8’ Octaaf 4’ Spitsfluit 4’ Octaaf 2’ Mixtuur IV-V sterk Dulciaan 16’ Trompet 8’ | Holpijp 8’ Prestant 4’ Roerfluit 4’ Gemshoorn 2’ Sesquialter II (vanaf c1) Scherp II-III sterk Kromhoorn 8’ Tremulant | Pedaal C – f1 Subbas 16’ Prestant 8’ Fagot 16’ Schalmey 4’ | HW – RW Ped – HW Ped - RW |

## Foto's

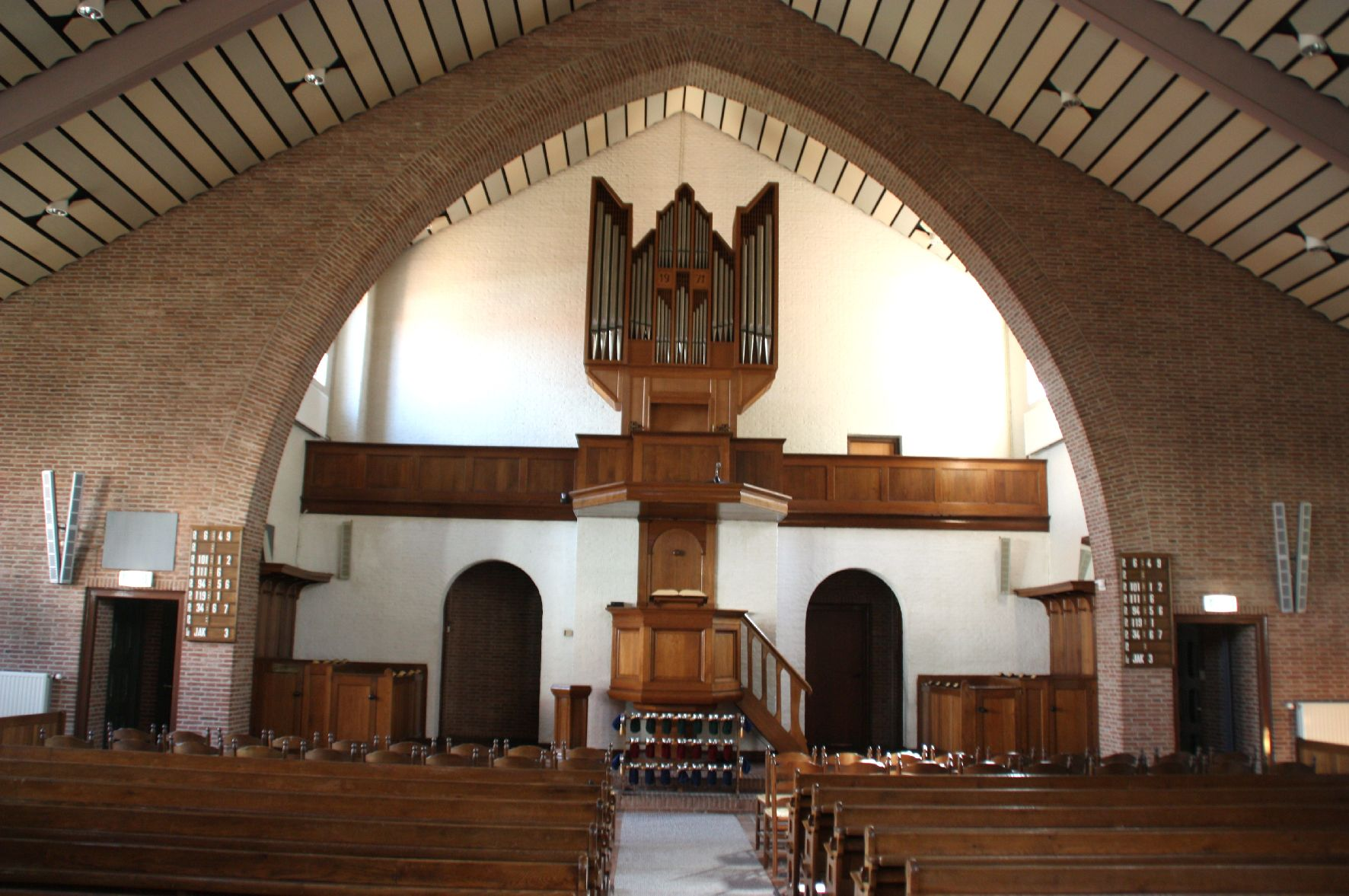
Interieur
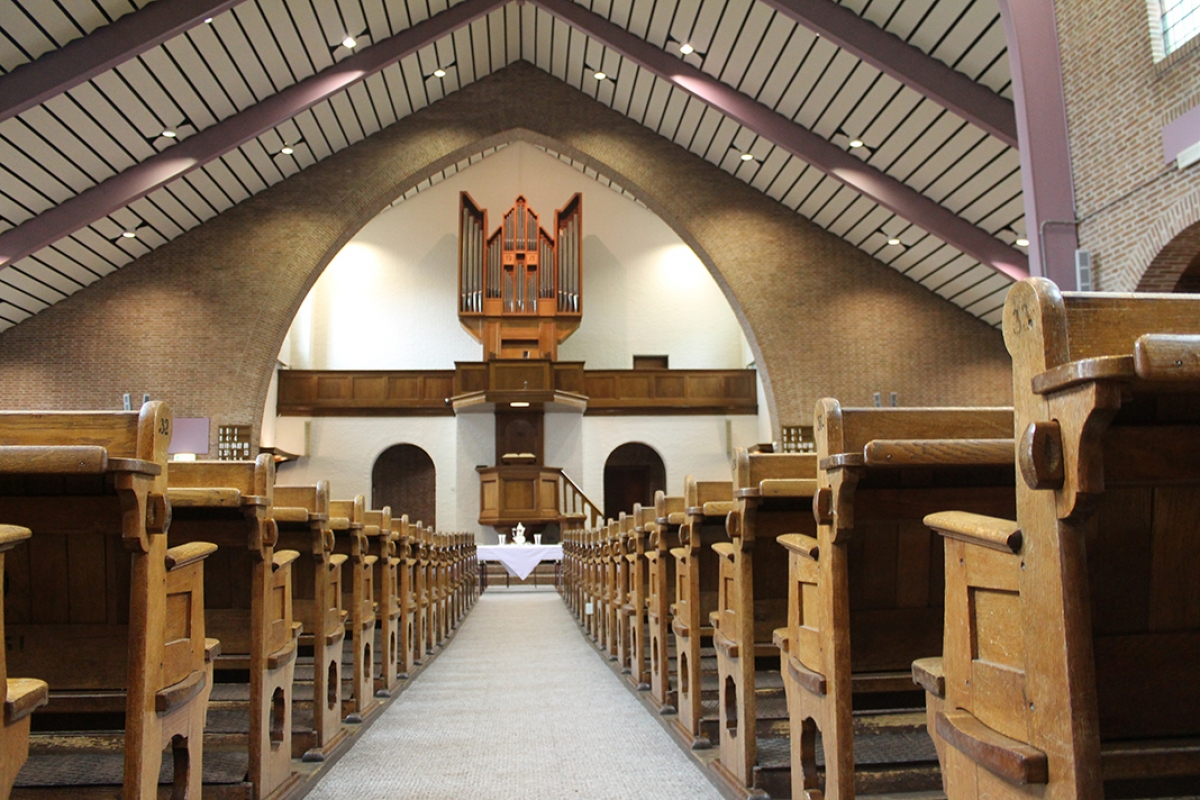